# Фромловиц, Флориан
Фло́риан Фро́мловиц (нем. Florian Fromlowitz; 2 июля 1986, Кайзерслаутерн, ФРГ) — немецкий футболист, вратарь.

## Карьера

### Клубная
Воспитанник футбольной школы «Кайзерслаутерна», с которым к началу сезона 2004/05 подписал свой первый профессиональный контракт и играл в Региональной лиге за вторую команду. Первый вызов в Бундеслигу получил 25 февраля 2006 года на матч «Кайзерслаутерна» против «Майнца», так как основной голкипер Юрген Махо не мог выйти на поле из-за травмы. В конце сезона команда поднялась во вторую Бундеслигу. В сезоне 2007/08 стал уже основным вратарём, хотя его конкурент Махо сыграл все 34 игры и был выбран игроком года. 19 октября 2007 года в игре против «Хоффенхайма» получил разрыв крестообразных связок, который повлёк за собой долгую паузу.
2 апреля 2008 года подписал трёхлетний контракт с «Ганновером». Осенью 2008 года и в сентябре-октябре 2009 года выходил на поле во время долгого отсутствия Роберта Энке из-за травмы. После суицида Энке Фромловиц стал основным вратарём команды.
14 июня 2011 года было объявлено, что Фромловиц перешёл в «Дуйсбург», где, казалось бы, после ухода основного голкипера команды ему, как более опытному игроку, уготовано место в стартовом составе, но тогдашний тренер «зебр» Оливер Рек сделал его лишь сменщиком еще одного новичка клуба 21-летнего Феликса Видвальда.
В июле 2012-го перешел в «Динамо» из Дрездена, где снова довольствовался лишь ролью запасного. Сыграл лишь несколько матчей, в том числе в кубке Германии против своего бывшего клуба «Ганновер». В следующем сезоне продолжил деградировать и даже на несколько матчей отправлен в «дубль» дрезденцев.
В апреле 2014 года перешел в клуб третьей лиги «Веен». С этим переходом Фромловиц связывал надежды на перезапуск карьеры, но история повторилась.
По истечение контракта присоединился к представителю Регионаллиги «Хомбургу», где наконец получил место основного вратаря. Но из-за травмы мениска и долгого восстановления успел сыграть лишь 10 матчей в первом сезоне и больше на поле не вышел. В мае 2017 года объявил о завершении карьеры. Позже однако стал играющим тренером команды «Ландштуль», ныне — играющий тренер вратарей в клубе шестой по силе лиги Германии «Штайнвенден».

### В сборной
Был вторым после Мануэля Нойера вратарём национальной молодёжной сборной (до 21 года).

## Достижения
- Чемпион Европы среди команд молодёжных команд: 2009